# 葬花·暗黑桃花源
《葬花·暗黑桃花源》，簡稱《葬花》，是中國大陸電子遊戲開發組零創遊戲開發的帶有恐怖元素的戀愛冒險遊戲，於2021年10月22日在Steam發行。作品改編自遊戲製作人嵇零在2016年創作的漫畫《桃花源》，講述一個失意青年誤入「桃花源」的奇妙遭遇。本作是零創遊戲的第一部作品，遊戲於2022年4月14日登陸iOS和安卓平台。

## 遊戲系統
《葬花·暗黑桃花源》採取戀愛冒險的遊玩方式，玩家所扮演的角色是紀明。玩家遊玩時需要閱覽屏幕上所顯示的文本以了解故事情節和人物之間的對話，這些文字會與人物的立繪和背景一同出现，用以表示對話的對象。對話對象的立繪會隨著對話進行而變化，根據對話的内容做出不同動作或表情，如臉紅，驚愕，皺眉等。在部分場景中會遇見代替背景和人物立繪的電腦圖像。遊戲中會在預設的段落中出現行為選項供玩家選擇，下一段文本在做出選擇前並不能夠顯示。由玩家來決定主角接下來的行動，繼而影響接下來的劇情發展，選項會導致不同的結局。遊戲中有名為「思緒整理」的劇情樹，方便玩家回顧自己完成了哪一些劇情支線，玩家可能透過劇情樹切換到遊戲中的任一章節。遊戲中鄭氏、大牛和村長三個角色存在好感度系統，角色好感度足夠高才能開啟相關劇情線路。在完成所有支線之後，遊戲才會開啟隱藏結局「葬花」的線路。遊戲追加下載內容《折鏡之蝶》，在故事初期玩家以嚴玥秋的視覺進行遊戲，後半段會改回紀明的視覺。

## 故事簡介
本篇
一名私家偵探接到一起離家出走的失蹤案件，調查發現失蹤者似乎去尋找網路上流傳的「桃花源」。偵探數次遁入山林尋覓未果，在分析當地失蹤人士和去過「桃花源」的人的特征後，他猜測只有失意落魄之人才能進入「桃花源」。於是在催眠師朋友的幫助下，偵探偽造了一段失戀失業的記憶，化名紀明進入山林並準備了一個鐘錶在24小時後解除催眠。這次他成功進入了「桃花源」，在入口處遇到在此地尊為「神女」的雙花，在雙花的歡迎下，紀明和村民一同用膳暢談。黃昏之際，村長告誡紀明入夜之後不要外出，夜間有「山鬼」徘徊，免得丟了性命。當晚紀明在好奇之下還是外出了，在村莊邊的星空湖遇到了服飾和氣質完全不同的雙花。之後的數日紀明慢慢習慣「桃花源」的生活，白晝時紀明和村民交往，幫忙做農活，夜晚到星空湖與雙花（夜）私會，講述外界的風土人情。一日，鐘錶倒計時結束，恢復偵探記憶的紀明發現「桃花源」的時間和外界不同等種種詭異之處，同時他也馬上鎖定了可能是失蹤者的村民青禾。是夜，他去拜訪青禾，期間發現性情大變的村民，由此他推斷村民入夜就會變成「山鬼」。
之後根據玩家的選擇，紀明會選擇信任鄭氏、大牛、村長或雙花其中一人，並在白天尋求的幫助或者選擇獨自一人策劃逃離。在不同路線中，紀明都會得知「桃花源」背後的故事。戰國時期的呼鉞國擁有天外隕石名「長生石」能確保人死後靈魂寄宿其中永生不滅，秦始皇得知後索要此石不果與呼鉞國爆發戰爭，呼鉞國自知不敵，於是將天外隕石煉成丹藥，令技巧師建墓穴，讓公主「花」服下丹藥與九百國民進駐墓穴，他們將會在「長生石」中延續呼鉞國。公主「花」是整個「桃花源」的構建者，呼鉞國民在「長生石」不會死去，經歷千年之後，國民開始厭倦一成不變的日子，秩序崩壞，部分人沉迷縱慾，部分人沉迷殺戮，部分人變得自暴自棄。公主「花」不願混亂持續，於是劃分了晝夜的秩序，晝時村民只有最開始的記憶，包括她自己，每一年重置，國民一如最初的其樂融融，夜時恢復所有記憶，自由活動。被「長生石」吸引的人會進入「桃花源」，接近「長生石」的他們只有七天壽命，部分人得知真相後精神崩潰或者逃離期間被殺，在「桃花源」中變成了動物；部分人適應了「桃花源」的生活，可以選擇抹去外面記憶成為村民，或者熬過七天後肉體的死亡考驗，保留外面的記憶成為村民。
在完成所有路線後，玩家會回到故事的最初，也許是紀明使用取巧的手段進入「桃花源」，他獲得了不同路線中的所有記憶，他決定和雙花（夜）商討，終結這個「桃花源」，讓村民安息。紀明以輪迴的記憶說服了所有村民，也獲得雙花（夜）的支持。紀明在回到現實之後把「長生石」帶出墓穴，由於不忍心讓村民魂飛魄散，他服下了「長生石」希望找到更好的方法。儘管在最後的七天紀明找不到其他方法，不過村民也隨著紀明的步伐在最後幾天看到翻天覆地改變的外界。
追加下載内容「折鏡之蝶」
故事以失蹤案件目標人物「嚴玥秋」角度展開，嚴玥秋由於校園霸凌和與父親的衝突，和網上認識的青禾離家出走，並打算去尋找桃花源。兩人尋得「桃花源」，在察覺該地的異樣而逃離期間被抓。玥秋決意赴死，不願成為村民，雙花憐憫其女子身份，將其囚於房內，待七日後靈魂消散。囚困期間，玥秋可以選擇是否用手上衛星電話求救，不求救為本篇故事劇情，選擇求救會加快偵探的行動計劃。偵探將解除催眠的鐘錶設置為12小時，讓他能即時救下即將消散的玥秋。成功逃離桃花源，偵探會發現玥秋似乎進入了青禾的身體中。偵探與委託人交流得知，玥秋存在人格分裂，只是在「桃花源」的兩人同時存在的經歷讓偵探半信半疑。偵探可以選擇不深究玥秋的情況，在半年後會收到玥秋跳樓自殺的消息。反之，偵探會選擇幫助玥秋，以依附理論為藉口，迫使委託人妥協，讓兩人可以定期相聚，玥秋也能在兩人獨處時，不再隱藏自己。

## 登場角色
紀明
故事主人公，本職為偵探，為了調查失蹤者，使用了取巧的手段進入「桃花源」。嚮往「桃花源」的簡單純樸生活，在不斷輪迴中產生了幫助村民擺脫永生的念頭。
雙花（聲：Hanser）
女主角，戰國時呼鉞國的公主，構建「桃花源」的核心，在「桃花源」中呼鉞村的神女，指定了晝夜的規則。晝時性格溫柔善良，維護村中的秩序，入夜時性格清冷高貴。對外面世界充滿嚮往。
青禾（聲：蔡书瑾）
誤入「桃花源」的少女，紀明調查失蹤案件的關聯人物。本來於好友一同進入「桃花源」，在發現夜晚秩序崩潰的呼鉞村後，逃亡期間好友為保護她而離世。紀明發現她時，已經有些神志不清。真實身份是嚴玥秋過去養父母早夭的女兒，由於養父母的招魂儀式，進入嚴玥秋體內。
嚴玥秋（聲：蔡书瑾）
失蹤案件目標人物，上市公司老闆的女兒，年幼喪母，三歲時被拐賣到農村。數年後警方嚴打拐賣事件，在一次行動中救出了玥秋，並幫助她找回親生父親。那時父親另建家庭，事業有成，玥秋的回歸被他認識是不光鮮的事情，他為玥秋提供了優厚的生活條件，但是對玥秋不甚關心，聚少離多。拐賣時的養父母，一直把她當作早夭的女兒，並對其進行招魂儀式，故體內有另一個的靈魂。玥秋由於拐賣的經歷，性格較為孤僻，長大後意識到另一個靈魂的存在，並與其溝通，親父視她有精神問題，對其實施治療。校園霸凌之後，玥秋出現記憶錯亂等情況，視另一個靈魂為網上認識的網友。
鄭如願（聲：朱婧）
呼鉞村中的寡婦，本為呼鉞國一將軍之女，丈夫在對秦作戰時戰死。晝時是村內織布的好手，入夜時是刀法出眾的獨行者。
村長（聲：巫蛊悠悠）
呼鉞村村長，是村中最年長者。本為呼鉞國逃兵混進了「桃花源」的隊伍中，一直十分內疚自責，導致性格扭曲。晝時是村內德高望重的老人，入夜時是喜歡殺戮外來者的狂人。
大牛（聲：魏一凡）
呼鉞村的獵戶，本為呼鉞國公主的親衛，千年時間讓他失去生的意志，入夜時自暴自棄在家中獨處。
小石頭（聲：柳知萧）
鄭如願的義子，本為如願丈夫之弟。晝時是村內的熊孩子，入夜時是村內的孩子王。

## 開發
遊戲製作人嵇零是零創世動漫公司的創始人，過去有負責過一些漫畫劇本，2020年嵇零拍攝的短片電影《玻璃糖》獲得美國電影節提名，原計劃在電影方面發展，受到2019冠狀病毒病暴發影響，電影業大受影響。疫情讓嵇零在家中待了一個月，期間玩了YUZUSOFT的戀愛遊戲《千戀＊萬花》從而萌生了創造文字冒險遊戲的想法。遊戲在初期企劃中名為《桃花源·枯骨葬花》，故事改編自嵇零在2016年創作的漫畫《桃花源》，當年受限漫畫雜誌篇幅，漫畫只有96頁，有很多故事細節無法表達，一直是嵇零的遺憾，所以選擇重寫整個故事。《桃花源》和《葬花》主題設計靈感是源於2005年電影《神話》，女主角的形象參考電影中的「玉漱公主」，而作品的世界觀設計有參考《暮蟬悲鳴時》《千與千尋》和《沙耶之歌》的個別設定。嵇零在2020年5月完成遊戲的專案計劃書後就前往成都和製作過文字冒險遊戲的遊戲製作人交流經驗，7月他從廣州的朋友凶真獲得第一批投資，同時在廣州創建零創遊戲公司，然後嵇零前往成都組建遊戲製作團隊，初期團隊有四人。成員是嵇零透過招聘軟件招募的，期間有人離開，最終開發團隊共五人。
在角色設計方面，女主角雙花相較漫畫《桃花源》的小桃花設定更為豐富，角色有晝夜兩種設計，嵇零曾找過五位畫師進行設計，最後選用了慢慢的設計。配合故事背景，村民是自秦朝就與世隔絕，角色的服飾設計主要參考秦國時期的服飾，畫師慢慢在設計時有特意參考文獻資料。慢慢本身為程序專業，繪畫是自身愛好，過去主要是畫萌系畫風，角色夜晚的設計給與她很多的挑戰，讓她走出舒適區，嘗試了更多的創作。在製作後期，畫師叉子加入負責配角的電腦圖像創作。遊戲的場景美術全部由fronzenX負責，fronzenX和嵇零透出創作主題場景「桃花源·俯瞰景」確立作品的氛圍和美術風格，之後的場景創作遵循兩個原則，一是符合陶淵明《桃花源記》中的描述，二是。
遊戲的演出由嵇零負責，過去他在電影和漫畫創作的經驗，讓他能熟練地透過運鏡、配樂等方式在遊戲中呈現他想要的效果。程序方面主要是薪魂負責，遊戲使用Unity引擎開發，主體框架使用UTAGE，基本是通過Excel表格配置遊戲流程中的圖文表現，輔以小插件製作的各種鏡頭效果，完成開發。在音樂方面，最初是找《泡沫冬景》的製作組Nekoday工作室負責，Nekoday的樂師完成其中三首配樂。之後的其中一首《呼鉞之舞》外包給了銳力音樂製作，剩下的由Candy_wind負責。Candy_wind本身是程序員，沒有接受過專業的音樂培訓，他利用自己的專業知識開發了一款人工智能作曲軟件Antinomi輔助作曲。《葬花》是他第一次負責遊戲的配樂。
遊戲的劇本由嵇零創作，嵇零在創作劇情期間會聽音樂獲得靈感，包括《神話》《千戀＊萬花》《美少女萬華鏡5》《天穗之咲稻姬》《新白娘子傳奇》的音樂。遊戲中有不少重複的劇情，嵇零希望由此塑造出一種永恆輪迴的體驗，讓真結局「葬花」更具衝擊性。
遊戲的配音方面，遊戲在計劃之初就決定是除男主以外角色全部安排配音，嵇零本打算找配音公司直接負責遊戲的配音，不過由於價格問題而作罷。又與數個中國大陸的配音團隊接觸後，嵇零也並沒有找到合適的配音團隊。最後嵇零選擇了《泡沫冬景》製作人古落推薦的森中人做配音導演並組建遊戲的配音團隊。遊戲女主角雙花的配音，森中人推薦了不少人，只是並不符合嵇零的要求。適逢年末，網易雲音樂給用戶的歌單出年度總結，嵇零發現自己歌單年度歌手是Hanser，萌生了邀請Hanser做雙花配音的想法並主動聯絡了Hanser。Hanser在了解遊戲和角色後，表示有興趣而答應下來。配音的工作大部分在網絡上完成，配音員們開網絡討論組，配音員在家配音由配音導演監聽。部分重要的文段，配音員們在北京的錄音室進行配音工作。
2022年1月14日，零創遊戲在摩點展開众筹以籌得遊戲追加下載內容（DLC）開發和周邊製作的資金，計劃中開發的DLC有「晝雙花追加結局」和「嚴玥秋線」。由於製作組已經開啟其他遊戲專案，DLC的內容原計劃是以較短邊幅補充故事內容。1月末，嵇零在三亞偶然得知了刘学州事件，事件引起他對自殺等內容的思考，為此他擴充了DLC劇本的大綱，最後DLC文本量達到遊戲本篇的一半。

## 發行
《葬花》在2021年4月已經完成了開發。2021年6月12到13日製作組參加第二十八屆上海ComiCup，在活動中宣傳作品。6月16日到22日，《葬花》參加Steam遊戲新品節，期間提供遊戲Demo供玩家試玩，官方宣佈遊戲預計9月17日發售。9月24日，製作組表示由於遊戲版號的申請進度不如預期，預計到2022年初才能獲得遊戲版號在中國大陸發行，為了不違背之前對關注遊戲的玩家說在2021年末發佈的承諾，製作組打算提早在10月22日於Steam發佈遊戲。遊戲的Steam版本原本有發行商負責中國大陸的發行，不過後來相關合作終止，製作組只能自行宣傳和發行。2021年10月22日，遊戲正式發售，首週有發售折扣，女主角雙花的配音員Hanser本身是bilibili知名Up主，在發售前後在bilibili直播遊戲，給遊戲做了宣傳。遊戲首週銷量有24874份。發售一個月，銷量達到三萬份，製作組表示回收了全部製作成本。遊戲原聲帶《葬花·原聲音樂集》在11月5日免費在Steam發佈。遊戲發繁體中文版於2022年1月26日推出。
遊戲的行動端原定於2022年初發售。2022年3月30日，遊戲行動端在App Store和Google Play展開預售，發行由Fun Quarter負責。同年4月14日，遊戲正式發售，發售初期有進行折扣推廣。遊戲的追加下載內容（DLC）《折鏡之蝶》於7月22日推出，發售初期遊戲本體和DLC有進行折扣推廣。

## 評價
《葬花》在2021中文恋爱游戏大赛中入圍「最期待新作」。遊戲在Steam發售獲得極度好評，給與好評的玩家大多認為遊戲的整體劇情很棒，配音不錯，多條分支的劇情線路以及對《桃花源記》的再創作讓人驚奇，給與負評的玩家指出遊戲體量小，一筆帶過的多結局體驗存在缺陷。有部分玩家是因為Hanser聲演女主角雙花，所以了解到該遊戲，不過他們在之後遊玩過程中漸漸被懸疑劇情所吸引。
遊戲媒體對作品的評價正面，GameDiary認為遊戲的完成度相当高，中國大陸的AVG製作組數量有限，專業化程度參差的現狀下，《葬花》展示了「一款精心雕琢的AVG所能达到的水平」。遊戲角色的晝夜兩個性格的設定讓角色的層次感豐富很多，晝夜的形象透過美術和配音造成鮮明的反差，也能吸引玩家探究故事背後的真相。另外，支線角色的故事也有深度，值得玩家進行思考，遊戲的演出有很多細節也能增加玩家的代入感。觸樂編輯冯昕旸稱讚《葬花》是一部相當優秀的作品，他給與遊戲音樂、美術和故事正面的評價。同時他也指出遊戲的劇情結構還有不少調整的空間，有太多重複的文段可以精簡，此外真結局觸發方式不夠好。QooApp編輯廢圖小幫手給與劇情較高的評價，他表示「厚實且嚴謹的文本量堆砌出極出色的劇情體驗」，「在遊戲的早期對話便可輕鬆看出製作人 嵇零 對世界觀和人物設定的考究之處，各個零碎橋段和登場人物全都環環相扣」。

## 備註
1. ↑  紀明為主人公使用假名，在DLC《折鏡之蝶》中由玩家命名角色真名。
2. ↑  Unity的第三方插件，專門用於文字冒險遊戲。

## 外部連結
- Steam商店页面 （页面存档备份，存于）
- 《葬花·暗黑桃花源》在視覺小說數據庫的頁面 （英文）
- 零创游戏的新浪微博
- 原作《桃花源》 （页面存档备份，存于）（简体中文）